# 中国地震局
中国地震局是中华人民共和国国务院主管全国地震减灾工作的副部级国务院部委管理的事业单位，现由中华人民共和国应急管理部管理。

## 沿革
1953年11月，中国科学院决定成立“中国科学院地震工作委员会”。1967年，在国家科委内设立“京津地区地震办公室”，并在国家建委内设立“京津地区抗震办公室”。1967年12月，国家科委京津地震办公室与中国科学院地球物理局合并，成立国家科委、中国科学院地震办公室。
1969年7月19日，组建中央地震工作小组。1971年8月2日，中央地震工作小组办公室撤销，国家地震局成立并由中国科学院代管。1975年12月，国家地震局改由国务院直属。1998年，国家地震局更名为中国地震局。
2018年3月17日第十三届全国人民代表大会第一次会议通过《第十三届全国人民代表大会第一次会议
关于国务院机构改革方案的决定》，批准《国务院机构改革方案》，将中国地震局震灾应急救援职责划入新成立的应急管理部，中国地震局划归应急管理部管理。2018年9月13日，《中共中央办公厅 国务院办公厅关于调整中国地震局职责机构编制的通知》称，“中国地震局震灾应急救援职责划入应急管理部，不再保留震灾应急救援司”。

## 职责
根据有关规定，中国地震局承担下列职能：
1. 拟定国家防震减灾工作的发展战略、方针政策、法律法规和地震行业标准并组织实施。
2. 组织编制国家防震减灾规划；拟定国家破坏性地震应急预案；建立破坏性地震应急预案备案制度；指导全国地震灾害预测和预防；研究提出地震灾区重建防震规划的意见。
3. 制定全国地震烈度区划图或地震动参数区划图；管理重大建设工程和可能发生严重次生灾害的建设工程的地震安全性评价工作，审定地震安全性评价结果，确定抗震设防要求。
4. 依照《中华人民共和国防震减灾法》的规定，监督检查防震减灾的有关工作。
5. 对省、自治区、直辖市地震局实施以中国地震局为主的双重领导，建立和完善相应的管理与计划财务体制；指导省级以下地震工作机构的工作；管理局直属事业单位。
6. 管理全国地震监测预报工作；制定全国地震监测预报方案并组织实施；提出全国地震趋势预报意见，确定地震重点监视防御区，报国务院批准后组织实施。
7. 承担国务院抗震救灾指挥机构的办事机构职责；对地震震情和灾情进行速报；组织地震灾害调查与损失评估；向国务院提出对国内外发生破坏性地震作出快速反应的措施建议。
8. 指导地震科技体制改革；拟定地震科技发展规划和政策；组织地震科技研究与国家重点地震科技项目攻关；组织协调地震应急、救助技术和装备的研究开发； 指导地震科技成果的开发与应用；承担地震科技方面的对外交流与合作。
9. 指导防震减灾知识的宣传教育工作。
10. 管理、监督地震事业费、基本建设经费和专项资金的使用。
11. 承办国务院交办的其他事项。

## 机构设置
根据有关规定，中国地震局内设机构为副司局级，省级地震局为正厅局级。中国地震局设置下列机构：

### 内设机构
- 办公室
- 监测预报司
- 震害防御司
- 公共服务司（法规司）
- 科技与国际合作司
- 规划财务司
- 人事教育司
- 离退休干部办公室

- 直属机关党委

### 直属事业单位
- 中国地震局机关服务中心（机关服务局）
- 中国地震局地质研究所
- 中国地震局地震预测研究所
- 中国地震局工程力学研究所
- 中国地震台网中心
- 中国地震灾害防御中心
- 中国地震局发展研究中心
- 中国地震局地球物理勘探中心
- 中国地震局第一监测中心
- 中国地震局第二监测中心
- 深圳防灾减灾技术研究院
- 地震出版社
- 深圳防震减灾科技交流培训中心

直属高等学校
- 防灾科技学院

### 垂直管理机构
- 北京市地震局
- 上海市地震局
- 天津市地震局
- 重庆市地震局
- 河北省地震局
- 山西省地震局
- 吉林省地震局
- 辽宁省地震局
- 黑龙江省地震局
- 陕西省地震局
- 甘肃省地震局
- 青海省地震局
- 山东省地震局
- 福建省地震局
- 浙江省地震局
- 河南省地震局
- 湖北省地震局（中国地震局地震研究所）
- 湖南省地震局
- 江西省地震局
- 江苏省地震局
- 安徽省地震局
- 广东省地震局
- 海南省地震局
- 四川省地震局
- 贵州省地震局
- 云南省地震局
- 内蒙古自治区地震局
- 新疆维吾尔自治区地震局
- 宁夏回族自治区地震局
- 广西壮族自治区地震局
- 西藏自治区地震局

## 历任局长
| 国家地震局局长 1. 刘英勇（1971－1977） 2. 李建平（1977－1978） 3. 邹 瑜（1978－1980） 4. 安启元（1980－1988） 5. 方樟顺（1988－1995） 6. 陈章立（1995－1998） 中国地震局局长 1. 陈章立（1998－2001） 2. 宋瑞祥（2001－2004） 3. 陈建民（2004－2016） 4. 郑国光（2016－2020） 5. 闵宜仁（2020－2024） 6. 王昆（2024－，应急管理部党委委员兼） | 中国地震局副局长 …… - 倪岳伟（2021年1月－） - 张敏（2024年3月－，兼直属机关党委书记） - 张勤（2024年7月－） - 李永林（2024年12月－） |